# Distretto di Sefwi Akontombra
Il distretto di Sefwi Akontombra (ufficialmente Sefwi Akontombra District, in inglese) è un distretto della Regione Nordoccidentale del Ghana. 
Il distretto è stato costituito nel 2007 scorporando l'area dal preesistente distretto municipale di  Sefwi Wiawso divenuto nel 2012 distretto municipale.
Il capoluogo si trova nella parte occidentale del distretto e dista 69 km da Sefwi Wiawso, il capoluogo regionale. Il territorio è ondulato con altitudini che variano da 150 m s.l.m. a oltre 600 m s.l.m., la parte più elevata si trova a settentrione, il distretto è attraversato dai fiumi Bia e Tano, quest'ultimo lo attraversa da nord a sud prima di entrare in Costa d'Avorio. Vi si trovano formazioni di origine vulcanica con piccoli giacimenti di oro e isolati ritrovamenti di diamanti nell'area di Akontombra. 
Il distretto si trova nell'area della foresta pluviale tropicale con precipitazioni moderate, i mesi più piovosi sono giugno/luglio e settembre/ottobre con una distribuzione delle precipitazioni che favorisce l'attività agricola. Le originarie foreste semi-decidue composte in prevalenza da kapok (Ceiba pentandra), iroko, mogano ed altre essenze sono state sfruttate o abbattute per far posto alle coltivazioni, per tutelare le foreste secondarie sono state istituite tre riserve forestali: Tano Ehuro, Santomang e Sui River.
Il distretto ricade sotto la giurisdizione del consiglio tradizionale Sefwi Wiawso guidato dal capo del consiglio che ha il titolo di "Kogyeabour" la cui trasmissione è matrilineare. Cultura e tradizioni sono simili a quelli dell'etnia Akan. I Sefwi rappresentano oltre il 60% della popolazione, altre popolazioni sono i Mole-Dagbani, Ga-Dangme, Ewe e Guan. Oltre l'85% della popolazione è impiegato nelle attività agricole. L'altra attività economica principale è la produzione del legname.